# Тиханіха
Тихані́ха (рос. Тиханиха) — присілок у складі Сорокинського району Тюменської області, Росія.
Населення — 85 осіб (2010, 113 у 2002).
Національний склад станом на 2002 рік:
- росіяни — 98 %